# Chlamydocardia
Chlamydocardia, maleni biljni rod iz porodice primogovki smješten u tribus Justicieae, dio potporodice Acanthoideae. Sastoji se od 2 vrste iz tropske Afrike   Opisan je u Bot. Jahrb. Syst. 20: 39. 1894. Tipična vrsta je C. buettneri

## Opis
Polugrmovi. Zeljaste biljke s ovalnim, ušiljenim listovima. Pazušni cvatovi u kratkim klasovima, brakteole prisutne. Čaška s 5 jednakih segmenata; vjenčić malen, s valjkastom cjevčicom, prema vrhu malo proširen, s dvousnim obrubom; gornja usna blago urezana; donja usna s tri prilično duga režnja, 2 plodna prašnika; prašnici s 2 lokule, tupi, bez dodatka. Čahura pri dnu sužena i kratko izdubljena, sa 4 sjemenke.

## Vrste
1. Chlamydocardia buettneri Lindau Senegal; Gambija; Obala Bjelokosti; Nigerija; Kamerun; Otok Bioko; Gabon; Kongo; DR Kongo; Uganda
2. Chlamydocardia subrhomboidea Lindau; kamerunski endem

## Sinonimi
- Linocalix Lindau in Bot. Jahrb. Syst. 49: 408 (1913)